# Embaixada da Espanha em Lisboa
A Embaixada de Espanha em Lisboa é a principal missão diplomática da Espanha em Portugal, na capital Lisboa.
Atualmente, o embaixador da Espanha em Lisboa é o Juan Fernández Trigo.

## Consulados
Além da Embaixada em Lisboa, a Espaha tem dois consulados em Portugal:
- Lisboa (Consulado-geral)[2]
- Porto (Consulado-geral)[3]